# Datiloscopia

Uma típica impressão digital.

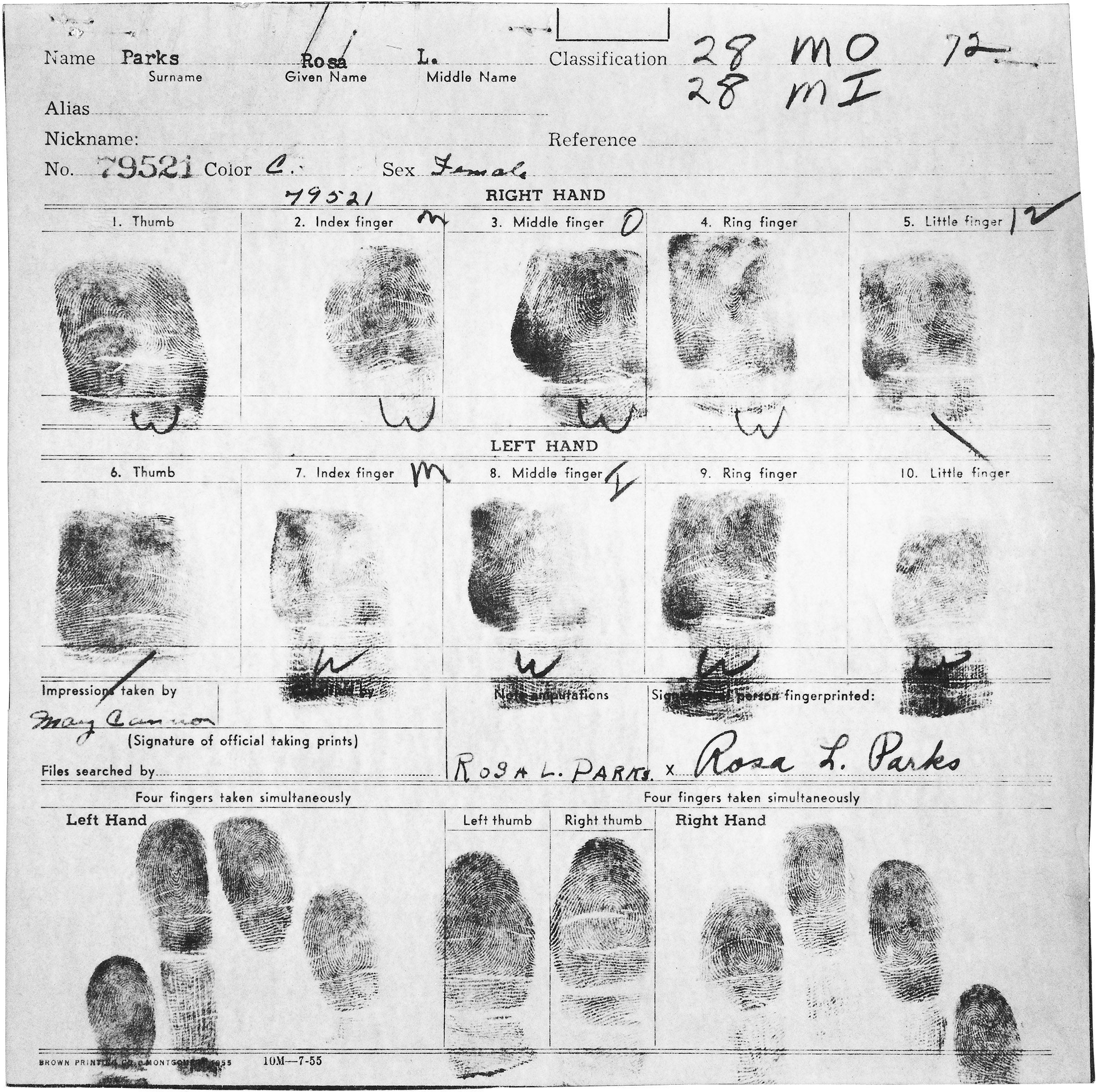
Ficha datiloscópica de Rosa Parks.

Datiloscopia, dactiloscopia ou papiloscopia é o processo de identificação humana por meio das impressões digitais, normalmente utilizado para fins judiciários. Esta área do conhecimento estuda as papilas dérmicas (saliências da pele) existentes na palma das mãos e na planta dos pés, também conhecida como o estudo das impressões digitais. 

## Terminologia
O termo dactiloscopia é formado pelas palavras gregas δάκτυλος, "dedo", e -σκοπία, "escopo", "observação", "exame". Este termo, dactiloscopia, é usado em Portugal, enquanto que no Brasil é atesta-se o uso generalizado de papiloscopia, derivado da palavra latina papŭla, "bolha", "papila", e do mesmo termo grego -σκοπία. 
A papiloscopia, na verdade, abrange um área de estudo maior, incluindo além da dactiloscopia, também a quiroscopia (identificação das impressões das palmas das mãos), a podoscopia (identificação das impressões das plantas dos pés), a poroscopia (identificação dos poros da epiderme) e a critascopia (identificação das cristas papilares). Papiloscopista é o nome dado ao profissional da papiloscopia.  
Em outras línguas, o termo "papiloscopia" não é utilizado nem tem equivalente direto.

## História
O primeiro sistema científico de identificação foi o sistema antropométrico, lançado em Paris por Alfonse Bertillon (1853-1914), em 1882. Em 1888, o inglês Francis Galton (1822-1911) estabeleceu as bases científicas da impressão digital.
Poucos anos mais tarde, em 1 de setembro de 1891, um croata radicado na Argentina, Juan Vucetich (1858-1925), apresentou seu sistema de identificação, com o nome de Icnofalangometria. O termo criado por Vucetich foi modificado por Francisco Latzina (1843-1922) , em 1894, que sugeriu o nome datiloscopia, constituído por elementos gregos. 
A datiloscopia ganhou novo impulso com a adoção oficial desse sistema, em 1891, pela Scotland Yard, a polícia metropolitana da cidade de Londres, Reino Unido.

### Brasil
O introdutor da dactiloscopia no Brasil foi Félix Pacheco (1879-1935), político que idealizou o Gabinete de Identificação e Estatística da Polícia do Distrito Federal (à época equivalente à cidade do Rio de Janeiro). O então presidente da República, Rodrigues Alves, pelo artigo 63 do Decreto 4.764 de 5 de fevereiro de 1903, introduziu a dactiloscopia como método para identificação de criminosos, cadáveres, pessoas desconhecidas etc. reunindo os dados de qualificação, dados morfológicos - exame descritivo, sinais particulares.
Atualmente no Brasil, a papiloscopia contribui para a resolução de vários casos criminais. Por meio do Laudo de Perícia Papiloscópica, profissionais dactiloscopistas, papiloscopistas, peritos papiloscópicos de todo o país elucidam milhares de crimes que deixam os vestígios papilares (impressões digitais, palmares e plantares), determinando a autoria desses crimes.